# Stazione di Piaggione
La stazione di Piaggione è una stazione ferroviaria dismessa posta sulla ferrovia Lucca-Aulla che serviva l'omonima cittadina. Una volta impianto con alle spalle l'importanza del traffico merci proveniente dalla fabbrica dei filati, non viene più servita da nessun treno dal 2002.

## Storia
La stazione venne inaugurata come fermata nel 1904 sul troncone Ponte tra Moriano e Bagni di Lucca della ferrovia Lucca-Aulla.
Dal 1º gennaio 1908 è stata trasformata da semplice fermata a stazione. Già due anni prima le FS avevano deciso di intensificare il traffico merci della stazione e di costruirvi un magazzino per lo scalo.
Venne dismessa nel 2002 ma subito dopo riaperta dal 10 al 20 agosto per alleviare i disagi dovuti alla sua temporanea chiusura. Dal 20 agosto di quell'anno venne nuovamente chiusa al traffico. Nel 1999, qualche anno prima della soppressione risultava impresenziata insieme ad altri 25 impianti situati sulla linea, alcuni dei quali in seguito soppressi come questo.

## Strutture e impianti
La stazione disponeva di un fabbricato viaggiatori, di un fabbricato per i servizi igienici e di due banchine che servivano una il binario di corsa e l'altra il primo binario in deviata. È presente, in direzione Lucca, uno scalo che serviva per smistare le merci serventi l'ex fabbrica di filati, che era anche il motivo di esistenza del paese. Esso era composto da un magazzino, un piano caricatore e da due binari tronchi che, dopo la soppressione dello scalo, vennero scollegati dalla linea.

## Movimento
Negli anni del suo servizio, Piaggione fu interessata dal traffico proveniente non solo dalla ferrovia della Garfagnana, ma anche da quello proveniente dalla ex fabbrica dei filati. La stazione non è servita dal 2002 da alcun treno.

## Servizi
La stazione disponeva di:
- Biglietteria a sportello
- Sala d'attesa
- Servizi igienici[6]